# Birkeland-Eyde-Verfahren

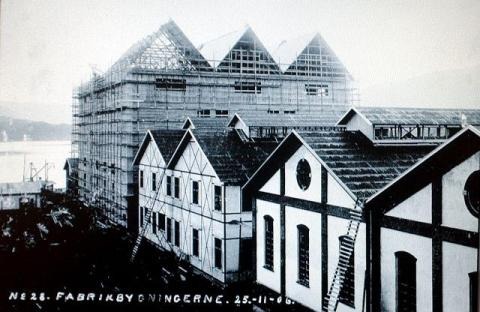
Bau der Salpetersäurefabrik des Birkeland-Eyde-Verfahrens in Notodden, 1906

Das Birkeland-Eyde-Verfahren ist ein historisches Verfahren in der industriellen Produktion von Stickstoffdünger. Der norwegische Industrielle und Wissenschaftler Kristian Birkeland und sein Geschäftspartner Sam Eyde entwickelten es im Jahr 1903, basierend auf einer Methode, die Henry Cavendish im Jahr 1784 verwendet hatte. Mit diesem Verfahren lässt sich atmosphärischer Stickstoff (N2) in Salpetersäure (HNO3) umwandeln und so als Grundlage für Nitratdünger fixieren.
In Rjukan und Notodden in Norwegen produzierten industrielle Anlagen nach diesem Verfahren.
Das Birkeland-Eyde-Verfahren ist im Hinblick auf seinen Energieverbrauch relativ ineffizient. Daher wurde es in den 1910er- und 1920er-Jahren in Norwegen schrittweise durch eine Kombination aus dem Haber-Bosch-Verfahren und dem Ostwald-Verfahren ersetzt.

## Das Verfahren
Zwischen zwei koaxialen wassergekühlten Kupferrohrelektroden wird mit einem Hochspannungswechselstrom von 5 kV bei 50 Hz ein elektrischer Lichtbogen betrieben. Ein starkes statisches Magnetfeld spreizt den Lichtbogen durch die Lorentzkraft zu einer dünnen Scheibe. Dieser Aufbau basiert auf einem Experiment von Julius Plücker, der 1861 zeigte, dass  man eine Funkenscheibe erzeugen kann, indem man die Enden eines U-förmigen Elektromagneten so um eine Funkenstrecke legt, dass der Spalt zwischen ihnen senkrecht zum Spalt zwischen den Elektroden steht. Der Aufbau wurde später von Walther Nernst und anderen in ähnlicher Weise nachgebaut.
Die Plasmatemperatur im scheibenförmigen Lichtbogen beträgt über 3000 °C. Durch diesen Lichtbogen wird Luft geblasen, wobei Stickstoff und Sauerstoff unter Bildung von Stickstoffmonoxid reagieren. Bei sorgfältiger Steuerung der Lichtbogenenergie und der Strömungsgeschwindigkeit der Luft erreichte man Ausbeuten von bis zu etwa 4 bis 5 % an Stickoxid. Das Verfahren erforderte pro Tonne erzeugter Salpetersäure elektrische Energie von etwa 15 MWh, die Birkeland aus einem Wasserkraftwerk bezog.
{\displaystyle \mathrm {N_{2}+O_{2}\longrightarrow 2\ NO} }
Das heiße Stickstoffmonoxid wird abgekühlt und reagiert mit dem Luftsauerstoff zu Stickstoffdioxid. Die erforderliche Reaktionsdauer hängt von der NO-Konzentration in der Luft ab: Bei 1 % erfordert es etwa 180 Sekunden und bei 6 % etwa 40 Sekunden, um eine 90-prozentige Umsetzung zu erzielen.
{\displaystyle \mathrm {2\ NO+O_{2}\longrightarrow 2\ NO_{2}} }
Dieses Stickstoffdioxid wird anschließend in Wasser gelöst, wobei Salpetersäure entsteht, die dann durch fraktionierte Destillation gereinigt und aufkonzentriert wird.
{\displaystyle \mathrm {3\ NO_{2}+H_{2}O\longrightarrow 2\ HNO_{3}+NO} }
Die Technologie des Absorptionsprozesses ist entscheidend für die Effizienz des gesamten Verfahrens. Das Stickstoffdioxid wurde in einer Reihe von Absorbertürmen, die jeweils vier Stockwerke hoch waren, in Wasser eingeleitet, um etwa 40- bis 50%ige Salpetersäure zu erzeugen. Sobald in einem Turm die Endkonzentration erreicht war, wurde die Salpetersäure in einen Behälter aus Granit umgelagert und durch die Flüssigkeit aus dem nächsten Turm ersetzt. Etwa 20 % der produzierten Stickstoffoxide reagierten dabei nicht ab und wurden in weiteren Türmen mit Kalkmilch zu Calciumnitrat umgesetzt (norwegischer Salpeter). Weitere etwa 2 % wurden schließlich in die Umgebungsluft freigesetzt.